# Parafia Matki Bożej Wspomożycielki Wiernych w Górkach
Parafia Matki Bożej Wspomożycielki Wiernych w Górkach – parafia rzymskokatolicka znajdująca się w archidiecezji przemyskiej w dekanacie Brzozów.

## Historia
Według tradycji w Górkach istniała już parafia i kościół podczas erekcji diecezji przemyskiej. W późniejszym czasie w niejasnych okolicznościach parafia została zlikwidowana.
W 1938 roku zbudowano drewniany kościół, który w 1941 roku poświęcono pw. Matki Bożej Wspomożenia wiernych. W 1959 roku wikariusz w Humniskach ks. Józef Lis został przydzielony do obsługi kościoła i katechizacji w Górkach. Władze komunistyczne nie wyrażały zgody na zameldowanie w Górkach i ograniczyły czas posługi do dwóch dni (niedziela i piątek). W 1962 roku został przydzielony wikariusz ks. Wojciech Bukowiński, który również miał ograniczony czas posługi, i dopiero w 1965 roku został zameldowany i zamieszkał w Górkach. 
1 września 1966 roku dekretem bpa Ignacego Tokarczuka została erygowana parafia z wydzielonego terytorium parafii Humniska. W 1968 roku założono cmentarz parafialny. W 1973 roku ukończono potajemnie budowę plebanii i punktu katechetycznego. W latach 1996–2005 zbudowano obecny murowany kościół, według projektu arch. Rubena Bardanaszwilego. 1 listopada 2005 roku abp Józef Michalik poświęcił nowy kościół, a 25 listopada 2007 roku dokonał jego konsekracji. W latach 2017–2018 dobudowano wieżę kościelną.
Na terenie parafii jest 1435 wiernych (w tym: Górki – 1328, Wola Górecka – 204).
Proboszczowie parafii:
1966–2008. ks. prał. Wojciech Bukowiński
2008–2019. ks. kan. Stanisław Curzytek
2019–2024. ks. kan. Tomasz Ruszel
2024– nadal ks. Piotr Dytko

## Kościół filialny
W latach 1994–1996 w przysiółku Wola Górecka zbudowano murowany kościół według projektu arch. Ludwika Grzybowskiego. 8 września 1996 roku bp Stefan Moskwa poświęcił kościół filialny pw. Matki Bożej Wspomożenia Wiernych. W 2012 roku polichromię wykonał artysta Stanisław Gąsior.